# توم كونينغهام
توم كونينغهام (بالإنجليزية: Tom McEnery)‏ هو سياسي أمريكي، ولد في 23 سبتمبر 1945 في سان خوسيه في الولايات المتحدة. حزبياً، نشط في الحزب الديمقراطي.